# Zeritis
Zeritis là một chi bướm ngày thuộc họ Lycaenidae.